# Łożysko błoniaste
Łożysko błoniaste – jedna z wad rozwojowych płodu. Powikłanie to występuje bardzo rzadko. W rozwoju łożyska nie następuje podział na kosmówkę kosmatą i gładką. Na całym jaju płodowym mogą występować tkanki łożyska przy całkowitym braku błon pozałożyskowych lub występujących w bardzo małych ilościach. Wymiary łożyska są duże, grubość natomiast mała. Z reguły występuje krwawienie ciążowe lub porodowe.

Przeczytaj ostrzeżenie dotyczące informacji medycznych i pokrewnych zamieszczonych w Wikipedii.